# Ḿ
Ḿ, ḿ (m con agudo) es una letra del alfabeto latino extendido. En pinyin chino, ḿ representa el tono yángpíng (阳平, tono alto) de la letra “m”. También se usó en una versión antigua del alfabeto del idioma sorabo.
Esta letra también se usa en el alfabeto bubi, un idioma de Guinea Ecuatorial; y en la transliteración del Alfabeto Íbero.

## Unicode
Sus códigos de Unicode son U+1E3F, para ḿ, y U+1E3E para Ḿ.
| Carácter      | Ḿ                                 | Ḿ                                 | ḿ                               | ḿ                               |
| ------------- | --------------------------------- | --------------------------------- | ------------------------------- | ------------------------------- |
| Unicode       | LATIN CAPITAL LETTER M WITH ACUTE | LATIN CAPITAL LETTER M WITH ACUTE | LATIN SMALL LETTER M WITH ACUTE | LATIN SMALL LETTER M WITH ACUTE |
| Codificación  | decimal                           | hex                               | decimal                         | hex                             |
| Unicode       | 7742                              | U+1E3E                            | 7743                            | U+1E3F                          |
| UTF-8         | 225 184 190                       | E1 B8 BE                          | 225 184 191                     | E1 B8 BF                        |
| Ref. numérica | &#7742;                           | &#x1E3E;                          | &#7743;                         | &#x1E3F;                        |